# 大誌雜誌
大誌雜誌（英語：The Big Issue Taiwan）是由台灣媒體大智文創在取得英國《The Big Issue》授權後所發行的中文街頭報，以社會議題、時事與藝文內容為主。複製英國社會企業模式經營，透過特別的販售通路，提供露宿者一個自食其力的就業機會，於2010年4月1日發行創刊號「愚人世代」，雜誌有時會附贈海報（第一期為幾米），於每月一日發刊。2017年發行人李取中又創立新媒體週刊編集。

## 通路模式
刊物的主要通路是透過街友販售，另外也有在部分獨立書店少量販售過期雜誌。
成熟的TBI組織通常由兩個部分組成，一個是以有限公司模式，負責生產和配送雜誌到街頭的發行通路；
另一個則是以基金會的型態存在，負責招募、訓練街頭販售員，並且提供給Homeless相關的支援、協助服務工作。

## 販售地點
販售據點以台北市各交通樞紐處為主，公司將街頭販售員(有意願工作的街友及社會弱勢的人們)安排於流量前五十的捷運站出口外圍販售，雜誌每本售價100元，批價為50元。
自2023年5月2日，公告價格調漲為每本售價150元，批價為75元，為大誌雜誌在臺首次調整價格。
大誌雜誌在桃園、新竹、台中、台南、高雄等地也有販售。
而在台北市、新北市、桃園市、台中市以外，大誌雜誌則持續積極與各地的街友社福體系聯繫，並尋求資源來協助大誌在中南部的發展。
使得街友及弱勢族群得到一個自營生計的機會，讓他們重建個人信心及尊嚴，重新取得生活主控權。

## 外部連結
- 官方网站